# Казальвьери
Казальвьери (итал. Casalvieri) — коммуна в Италии, располагается в регионе Лацио, подчиняется административному центру Фрозиноне.
Население составляет 3187 человек, плотность населения составляет 118 чел./км². Занимает площадь 27 км². Почтовый индекс — 03034. Телефонный код — 0776.
Покровителем коммуны почитается святой Гонорий из Казальвьери (Saint Onorio), Празднование в первое воскресение мая.